# Manuel Sarabia Díaz de León
Manuel Sarabia Díaz de León (n. San Luis Potosí; ¿? - f. Boston; 1915) fue un periodista mexicano afiliado al Partido Liberal Mexicano. Firmó como segundo vocal el Programa del Partido Liberal Mexicano publicado en San Luis, Misuri en 1906. Fue hermano del también periodista liberal Juan Sarabia.

## Trayectoria
En 1902 se unió al grupo editor del El hijo de El Ahuizote que en esa época era dirigido por su hermano Juan Sarabia. Y participó en la protesta del 5 de febrero de 1903 en las oficinas del periódico.
Junto con Librado Rivera se hace cargo de la publicación del periódico Regeneración en 1906. Fue el encargado de establecer contacto con Práxedis G. Guerrero en Morenci, Arizona.
El 30 de junio de 1907, tras ser reconocido por el Vicecónsul Antonio Maza mientras caminaba por la calle, fue detenido en Douglas, Arizona y llevado a la prisión municipal. Durante la detención Sarabia gritó varias veces su nombre y que estaba siendo secuestrado, pudiendo ser escuchado por algunos testigos que identificaron a uno de los secuestradores como Sam Hayhurst, un policía estadounidense. Esa misma noche fue conducido a la frontera con México donde fue entregado a un destacamento de la policía rural mexicana al mando de Emilio Kosterlitzky y se le acusó de asesinato.
Esto provocó fuertes protestas por parte de la población civil y la prensa de Douglas, en especial por parte de Douglas B. Dorr, director del diario Douglas Daily Examiner, que obligaron a las autoridades estadounidenses a calificar la detención como ilegal, poco después fue puesto en libertad y devuelto a suelo estadounidense.
El Vicecónsul Antonio Maza, el policía Sam Hayhurst, el carcelero Lee Thompson, el alguacil Henry Elvey y varios policías cuyo nombre se mantuvo en el anonimato fueron llamados a comparecer por el delito de secuestro, encontrándose culpables solamente al alguacil y a los policías que participaron en la detención.
Tras la detención de Lázaro Gutiérrez de Lara, se ocupa de la edición de Revolución hasta enero de 1908, fecha en que vuelve a ser detenido.
Estando preso conoció a Elizabeth Darling Trowbridge quien ayudó a pagar la fianza para su libertad, menos de dos meses después se casaron y viajaron a Inglaterra. Regresaron a México durante la Revolución mexicana pero pronto se trasladaron a Boston, Estados Unidos.
Falleció en Boston de tuberculosis en 1915.